# Pterolophia pilosella
Pterolophia pilosella är en skalbaggsart som först beskrevs av Francis Polkinghorne Pascoe 1865.  Pterolophia pilosella ingår i släktet Pterolophia och familjen långhorningar. Inga underarter finns listade i Catalogue of Life.